# Lupa.cz
Lupa.cz je internetový časopis společnosti Internet Info. Jeho hlavní zájmovou oblastí je globální síť Internet, ovšem články přináší zejména z domácího dění. Mezi hlavní náměty zpravidla patří novinky nebo zajímavé technologie, nové trendy na Internetu, internetová komerce a komentáře. Na druhou stranu obvykle nebývají vydávány články zabývající se vývojem webových stránek ani programováním, jen zřídka se zde objevují texty blížící se práci webdesignéra, jako jsou například články kritika standardů společnosti W3C Chamurappiho.

## Zprávičky
Server také pravidelně vydává zprávičky, které se již zabývají širším spektrem. Často odkazují na nově spuštěný projekt nebo zajímavou informaci ze zahraničí, byť jsou to již zprávy z druhé ruky, protože je obvykle někdo předem publikuje na svém blogu, na což se dvorní zprávičkář Macich odkazuje. 

## Periodicita
Denně:
- pravidelně (krom víkendů) vychází minimálně 2 články + někdy 1–2 glosy + někdy 1 PR článek
- obvykle bývá vydáváno až 10 zpráviček během celého dne

## Historie
Server byl založen roku 1998. Zpočátku fungoval jako zápisník zakladatele.
V roce 2018 se Lupa.cz spojila se serverem DigiZone.cz.
V roce 2021 vydal server Lupa.cz tištěný speciál s názvem Lupa 3.0.